# 三木章雄
三木 章雄（みき あきお）は、宝塚歌劇団に所属する演出家。東京都出身。

## 略歴
- 大学は商学部出身[1]。
- 1971年4月、宝塚歌劇団入団[2]。
- 1980年2月、月組バウホール公演『ワンモア・ドリーム』で演出家デビュー[1]。
- 1980年8月、星組公演『ファンシー・ゲーム』で大劇場公演デビュー[2]。
- 1994年7月、ロンドン公演のショー『ミリオン・ドリームズ』の作・演出を担当[2]。
- 1995年8月、前年に死去した小原弘稔の後を受け、初演で演出助手だった三木が『ME AND MY GIRL』の潤色・演出を担当（以降の再演も三木が担当）[2]。
- 1998年1月、宝塚歌劇団初の香港公演『This is TAKARAZUKA!』の作・演出を担当[2]。
- 2007年、宝塚歌劇団OGのダンサー精鋭によって公演された『DANCIN'CRAZY』の作・演出を担当。
- 2008年11月、オフブロードウェイミュージカル『SHOWTUNE』の日本初演を手掛ける。宝塚歌劇団OGのみでキャスティングされた。
- 2013年、65歳定年で宝塚歌劇団理事を辞める[3]。
- 2014年、「宝塚歌劇の殿堂」の殿堂入りを果たす[4][5][6]。

## 演出家像・エピソード
- 大学のときにたまたま見た演出家募集のチラシを見て、東京以外の土地に行くのもいいかなと思い、軽い気持ちで受験をし、合格したのが入団のきっかけであった[7]。
- 入団後は鴨川清作の下でレビュー作品の基礎を学ぶ[7]。
- レビュー作品の作・演出と、海外ミュージカル作品の潤色・演出が多い。大劇場公演の芝居演出担当は、酒井澄夫と共同演出を担当した『夜明けの序曲』（植田紳爾作・監修）のみ。
- 娯楽性を重視し、時代や生徒の持ち味に合わせて演出する。特別イベントやディナーショーの構成・演出も数多く手掛けている。近年では主に宝塚歌劇団OGへの外部演出も増えている。
- トップスターの退団公演を担当することも多く、近年でも安寿ミラ、天海祐希、高嶺ふぶき、愛華みれ、瀬奈じゅん、水夏希、大空祐飛と安定した作品に仕上げている。

## 宝塚歌劇団での舞台作品

### 大劇場公演作品
- 『ファンシー・ゲーム』（1980年 星組 主演：瀬戸内美八）[注釈 1]＊大劇場デビュー作
- 『ハート・ジャック』（1983年 - 1984年 月組 主演：大地真央）
- 『ルミエール』（1985年 星組 主演：峰さを理）
- 『アンド・ナウ!』（1985年 雪組 主演：平みち）[注釈 2]
- 『ヒーローズ』（1986年 花組 主演：高汐巴）[注釈 3]
- 『Too Hot!』（1988年 星組 主演：日向薫）
- 『ザ・ドリーマー』（1989年 月組 主演：剣幸）
- 『ブライト・ディライト・タイム』（1990年 雪組 主演：杜けあき）[注釈 4]
- 『スイート・タイフーン』（1991年 雪組 主演：杜けあき）
- 『ファンシー・タッチ』（1992年 花組 主演：安寿ミラ）[注釈 5]
- 『ミリオン・ドリームズ』（1993年 月組 主演：天海祐希）[注釈 6]
- 『メガ・ヴィジョン』（1995年 花組 主演：安寿ミラ）[注釈 7]
- 『ME AND MY GIRL』（1995年 月組 主演：天海祐希）[注釈 8]＊潤色・演出
- 『パッション・ブルー』（1996年 星組 主演：麻路さき）
- 『ゴールデン・デイズ』（1997年 雪組 主演：高嶺ふぶき）
- 『ル・ボレロ・ルージュ』（1998年 - 1999年 月組 主演：真琴つばさ）
- 『夜明けの序曲』（1999年 花組 主演：愛華みれ）＊演出のみ[注釈 9]
- 『グレート・センチュリー』（1999年 - 2000年 星組 主演：稔幸）[注釈 10]
- 『美麗猫（ミラキャット）』（2000年 星組 主演：稔幸）[注釈 11]
- 『ジャズマニア』（2000年 月組 宝塚大劇場 主演：真琴つばさ / 2001年 月組 東京宝塚劇場 主演：紫吹淳）[注釈 12]
- 『VIVA!』（2001年 花組 主演：愛華みれ）
- 『ガイズ&ドールズ』（2002年 月組 主演：紫吹淳）＊演出のみ[注釈 13]
- 『ザ・ショー・ストッパー』（2002年 宙組 主演：和央ようか）[注釈 14]
- 『レ・コラージュ』（2003年 雪組 主演：朝海ひかる）[注釈 15]
- 『アプローズ・タカラヅカ』（2004年 花組 主演：春野寿美礼）[注釈 16]
- 『タカラヅカ・ドリーム・キングダム』（2004年 - 2005年 雪組 主演：朝海ひかる）[注釈 16]
- 『ネオ・ヴォヤージュ』（2005年 宙組 主演：和央ようか）
- 『ファンシー・ダンス』（2007年 月組 主演：瀬奈じゅん）
- 『ME AND MY GIRL』（2008年 月組 主演：瀬奈じゅん）[注釈 17]＊潤色・演出
- 『Heat on Beat!』（2009年 月組 主演：瀬奈じゅん）[注釈 18]
- 『ロック・オン!』（2010年 雪組 主演：水夏希）[注釈 19]
- 『カノン - Our Melody - 』（2012年 花組 主演：蘭寿とむ）[注釈 20]
- 『クライマックス －Cry‐Max－』（2012年 宙組 主演：大空祐飛）
- 『ファンシー・ガイ！』（2015年 雪組 主演：早霧せいな）[注釈 21]
- 『ME AND MY GIRL』（2016年 花組 主演：明日海りお）＊潤色・演出
- 『FULL SWING!』（2022年 月組 主演：月城かなと）[注釈 22]
- 『オーヴァチュア！』（2025年 雪組 主演：朝美絢）[8]

### その他の公演作品
- 『ワンモア・ドリーム』（1980年 月組 宝塚バウホール 主演：大地真央）＊演出家デビュー作
- 『ミステリー・ラブ』（1981年 花組 宝塚バウホール 主演：高汐巴、平みち）
- 『まい・みらくる』（1982年 月組 宝塚バウホール 主演：大地真央）
- 『回転木馬』（1984年 星組 宝塚バウホール 主演：山城はるか）＊潤色・演出
- 『夢の彼方に』（1986年 月組 宝塚バウホール 主演：涼風真世）
- 『タッチ・ミー』（1987年 花組 宝塚バウホール・日本青年館 主演：高汐巴）
- 『サウンド・オブ・ミュージック』（1988年 月組 宝塚バウホール 主演：春風ひとみ）＊潤色・演出
- 『ジャンプフォージョイ』（1992年 月組・雪組 ドラマシティ 主演：天海祐希・一路真輝）
- 『Action!』（1995年 星組 ドラマシティ 主演：麻路さき）
- 『This is TAKARAZUKA!』（1998年 宙組 香港公演 主演：姿月あさと）
- 『ヴェロニック』（1998年 花組 宝塚バウホール、日本青年館 主演：愛華みれ）
- 『ミリオン・ドリームズ』（1999年 月組 全国ツアー 主演：真琴つばさ）
- 『ブラボー！タカラヅカ』（1999年 月組 中国公演・全国ツアー主演：真琴つばさ）
- 『コパカパーナ』（2006年 星組 梅田芸術劇場メインホール 主演：湖月わたる / 宙組 博多座 主演：貴城けい）
- 『ME AND MY GIRL』（2009年 花組 梅田芸術劇場メインホール 主演：真飛聖）＊潤色・演出
- 『ME AND MY GIRL』（2013年 月組 梅田芸術劇場メインホール 主演：龍真咲）＊潤色・演出
- 『ME AND MY GIRL』（2023年 星組 博多座 主演：水美舞斗・暁千星）[9]＊潤色・演出
- 『Heat on Beat!（ヒートオンビート） －Evolution－』（2024年 宙組 全国ツアー 主演：芹香斗亜）[10]

### コンサート
- 『微笑みをもう一度』（1990年 雪組 宝塚バウホール 主演：北斗ひかる、仁科有理）
- 『FANTASTIC "N"』（1992年 星組 宝塚バウホール 主演：日向薫）
- 『Beautiful Tomorrow!』（1995年 月組 宝塚バウホール 主演：天海祐希）
- 瀬奈じゅんコンサート『SENA!』（2004年 花組・月組 日本青年館、愛知厚生年金会館、大阪NHKホール）
- 『Dancing Heroes』（2011年 月組 宝塚バウホール 主な出演者：桐生園加 他）
- 『New Wave! －花－』（2013年 花組 宝塚バウホール 主な出演者：望海風斗、瀬戸かずや、芹香斗亜 他）
- 『New Wave! －月－』（2014年 月組 宝塚バウホール 主な出演者：美弥るりか、宇月颯、鳳月杏、珠城りょう 他）
- 『New Wave! －宙－』（2015年 宙組 宝塚バウホール 主な出演者：澄輝さやと 他）
- 『New Wave! －雪－』（2017年 雪組 宝塚バウホール 主な出演者：月城かなと、永久輝せあ 他）
- 『New Wave! －星－』（2018年 星組 宝塚バウホール 主な出演者：瀬央ゆりあ、紫藤りゅう 他）
- 『Dream On!』（2019年 花組 宝塚バウホール 主な出演者：綺城ひか理、飛龍つかさ 他）[注釈 23]

### ディナーショー
- 杜けあきディナーショー『スーパー・コレクション』（1990年）
- 一路真輝クルージングショー『ボン・ボヤージュ』（1991年）
- 涼風真世ディナーショー『スイーテスト・ナイト』（1991年）
- 久世星佳ディナーショー『愛のノクターン』（1993年）
- 安寿ミラディナーショー『Miracles of Loving』（1994年）
- 麻路さきディナーショー『フォーエバー・ユアーズ』（1995年）
- 久世星佳ディナーショー『illusion』（1996年 - 1997年 パレスホテル、ホテル阪急インターナショナル、ホテルナゴヤキャッスル）
- 真琴つばさディナーショー『m・i・x』（1998年 パレスホテル、ホテル阪急インターナショナル、ホテルナゴヤキャッスル）
- 姿月あさとディナーショー『Millennium』（2000年 パレスホテル、ホテル阪急インターナショナル）
- 愛華みれディナーショー『Felicita Arcobaleno』（2001年 ホテル阪急インターナショナル、パレスホテル）
- 映美くららミュージック・サロン『マイ・スイート・メモリー』（2004年 宝塚ホテル）
- ふづき美世ミュージック・サロン『La vie en rose ラヴィアンローズ』（2005年 第一ホテル東京、宝塚ホテル）
- 湖月わたるディナーショー『Passion』（2006年 パレスホテル、ホテル阪急インターナショナル）
- 瀬奈じゅんディナーショー『EL VIENTO』（2007年 パレスホテル、ホテル阪急インターナショナル）
- 彩乃かなみミュージック・サロン『Singin' Lady K !』（2008年 パレスホテル、宝塚ホテル）
- 彩吹真央ディナーショー『Love Letter』（2009年 第一ホテル東京、宝塚ホテル）
- 霧矢大夢ディナーショー『K COLLECTION』（2009年 第一ホテル東京、宝塚ホテル）
- 白羽ゆりミュージック・サロン『SWAN』（2009年 宝塚ホテル、東京會舘）
- 彩吹真央ディナーショー『Thank you』（2010年 宝塚ホテル、第一ホテル東京）
- 蘭寿とむディナーショー『MUGEN!』（2011年 宝塚ホテル、ホテルグランドパレス）
- 轟悠ディナーショー『RENDEZ‐VOUS（ランデヴー）～今宵きみと～』（2011年 ホテルグランドパレス、宝塚ホテル）
- 野々すみ花ミュージック・サロン『GIFT ～たからもの～』（2012年 宝塚ホテル）
- 美弥るりかディナーショー『Razzle』（2017年 宝塚ホテル、第一ホテル東京）
- 七海ひろきディナーショー『Dearest』（2018年 第一ホテル東京、宝塚ホテル）
- 美弥るりかディナーショー『Flame of Love』（2019年 宝塚ホテル、第一ホテル東京）
- 珠城りょう 3Days Special Live『Eternità』（2021年 宝塚バウホール）
- 71st Special Show『IV voice－テトラ ヴォイス－』（2021年 宝塚ホテル、パレスホテル東京）
- 芹香斗亜ディナーショー『KISS －kiki sing&swing－』（2023年 第一ホテル東京、宝塚ホテル）[11]

### イベントの構成・演出
- ’95TCAスペシャル『マニフィーク・タカラヅカ』（1995年 宝塚大劇場）＊共同演出
- ’96TCAスペシャル『メロディーズ・アンド・メモリーズ』（1996年 宝塚大劇場）＊共同演出
- ’97TCAスペシャル『ザ・祭典～四組 夢の競宴～』（1997年 宝塚大劇場）＊共同演出
- ’98TCAスペシャル『タカラジェンヌ！－5組そろって大行進－』（1998年 宝塚大劇場）＊共同演出
- 『レビュー・スペシャル’98』（1998年 宝塚大劇場）
- ’99TCAスペシャル『ハロー！ワンダフル・タイム』（1999年 宝塚大劇場）＊共同演出
- 『アデュー・TAKARAZUKA1000days劇場』（2000年 TAKARAZUKA1000days劇場）＊監修
- TCAスペシャル2002『LOVE』（2002年 宝塚大劇場）
- TCAスペシャル2003『ディア・グランド・シアター』（2003年 宝塚大劇場）＊共同演出
- TCAスペシャル・OGバージョン『TAKARAZUKAゴールデン・メモリーズ～華麗なる卒業生達の競演～』（2004年 東京宝塚劇場）
- 『ゴールデン・ステップス－1975～2005－』（2005年 宝塚大劇場）
- 歌劇「花の道より」400回記念『花の道 夢の道 永遠（とわ）の道』（2005年 宝塚大劇場）＊共同演出
- TCAスペシャル2006『ワンダフル・ドリーマーズ』～人は夢見る～（2006年 宝塚大劇場）＊共同演出
- 小林一三没後50年追悼スペシャル『清く正しく美しく』（2007年 宝塚大劇場）＊共同演出
- TCAスペシャル2007『アロー！レビュー！－「モン・パリ」80周年記念－』（2007年 宝塚大劇場）＊共同演出
- 『タカラヅカスペシャル2008 ～La Festa！～』（2008年 梅田芸術劇場メインホール）＊共同演出
- 宝塚歌劇95周年記念・「歌劇」通巻1000号記念スペシャル『百年への道』（2009年 宝塚大劇場）
- 『タカラヅカスペシャル2009 ～WAY TO GLORY～』（2009年 梅田芸術劇場メインホール）＊共同演出
- 『タカラヅカスペシャル2010 ～FOREVER TAKARAZUKA～』（2010年 梅田芸術劇場メインホール）＊共同演出
- 小林公平没後1周年・チャリティスペシャル『愛の旋律～夢の記憶』（2011年 宝塚大劇場）
- 『タカラヅカスペシャル2011 ～明日に架ける夢～』（2011年 梅田芸術劇場メインホール）＊監修
- 『タカラヅカスペシャル2012「ザ・スターズ」～プレ・プレ・センテニアル～』（2012年 宝塚大劇場）＊監修

## 宝塚歌劇団以外の舞台作品
- 『新版・桜吹雪狸御殿』『ボンジュール・タカラジェンヌ』（2004年）[注釈 9]
- 『DANCIN' CRAZY』（2007年）
- 『SHOW TUNE』（2008年）
- 『安蘭けいファーストコンサート -UNO』（2009年）
- 『DANCIN' CRAZY2』（2012年）[注釈 24]
- 『セレブレーション100! 宝塚 〜この愛よ永遠に〜』（2014年）
- 『SUPER GIFT!』（2015年）
- 『Jun Sena 25th anniversary concert』（2017年6月23日～25日 シアタークリエ、2017年7月1日～2日 宝塚バウホール）[12]
- 宝塚歌劇団OG×LE VELVETS スーパー・パフォーマンス『SHOW STOPPERS!!』（2018年6月2日～8日 東京国際フォーラムホールC、2018年6月19日～24日 梅田芸術劇場シアター・ドラマシティ）[13]
- 堺少女歌劇団 『スワン』（2019年）
- 『Life is Songs!』（2019年 - 2020年）[14]
- 『ELF The Musical』（2020年11月12日～22日 新国立劇場 中劇場）＊演出[15]
- 『GIFT 2つの夢』寺田瀧雄・柴田侑宏メモリアルコンサート（2020年11月21日～23日 青海波-SEIKAIHA- 波乗亭）[16]
- 『寺田瀧雄 没後20年メモリアルコンサート All His Dreams“愛”』（2021年6月26日～27日 梅田芸術劇場メインホール、2021年7月1日～2日 Bunkamuraオーチャードホール）[17][18]
- 『アプローズ』～夢十夜～（2021年9月8日～9日 日本青年館ホール、2021年9月23日～26日 宝塚バウホール）[19]
- 宝塚歌劇 花組・月組100th anniversary『Greatest Moment』（2021年11月3日～7日 梅田芸術劇場メインホール、2021年11月13日～22日 東京国際フォーラムホールC）[20]

・　ミュージカル・ショー『SEVEN－シンドバッド 7つの航海－』(中村嶺亜　7 MEN 侍/ジャニーズJr.主演)